# Ladislas Radigue
Ladislas (Armand Pierre) Radigue (ur. 8 maja 1823 w Saint-Patrice-du-Désert, zm. 26 maja 1871 w Paryżu) – francuski zakonnik, sercanin biały, błogosławiony Kościoła katolickiego, męczennik, jeden z czterech błogosławionych towarzyszy zamordowanych przez paryskich komunardów w czasie tzw. krwawego tygodnia komuny paryskiej.

## Życiorys
Pochodził z religijnej rodziny rolniczej. Był drugim z sześciorga dzieci Thomasa Radigue i Marie Antoinette Françoise Dolente. Zwłaszcza jego matka kładła duży nacisk na religijne wychowanie dzieci. Po jej śmierci zamieszkał u księdza Duarré, który był jego stryjem i proboszczem w Rouillé. Duchowny ten dostrzegł jego zainteresowanie kapłaństwem i skierował go w wieku jedenastu lat do prowadzonego przez sercanów białych niższego seminarium w Sées. W wieku 13-15 lat sprawiał tam pewne trudności wychowawcze, ale po tym okresie uspokoił się i charakteryzował pilnością w nauce. Mając dwadzieścia lat ukończył filozofię i opuścił seminarium.
Lektura czasopism misyjnych, zwłaszcza sercańskich Annałów Krzewienia Wiary, wpłynęła na jego pragnienie zostania misjonarzem. 19 lipca 1843 rozpoczął nowicjat u sercanów białych w Issy-les-Moulineaux pod Paryżem. Imię zakonne Ladislas przyjął od brata, którego szczególnie kochał. Jego mistrzem nowicjatu był Euthyme Rouchouze, renowator zakonu po wewnętrznej schizmie. Śluby zakonne złożył 7 marca 1845 w kaplicy klasztornej w paryskim Picpus. 25 lipca 1847 został subdiakonem, a 18 marca 1848 – diakonem. Święcenia kapłańskie przyjął 22 kwietnia 1848 (Wielka Sobota).
Deklarowane pragnienie zostania misjonarzem sprawiło, że został skierowany na Markizy, gdzie miał popłynąć wraz z transportem skazańców. Z powodów polityczno-prawnych wyjazd ten nie doszedł do skutku i pozostał w Paryżu, gdzie mianowano go socjuszem mistrza nowicjatu. W 1863 został mistrzem nowicjatu. Ceniono go na tym stanowisku jako znakomitego wykładowcę, kładącego duży nacisk na formację liturgiczną oraz krzewienie gorliwości misyjnej. Większość braci i nowicjuszy wybierało go na swego kierownika duchowego. Z uwagi na autorytet jakim się cieszył zostało mu powierzone interpretowanie reguły zakonu. Napisał liczący 864 strony manuskrypt Zakonnik Najświętszych Serc, który dąży do doskonałości zgodnie z Regułą i Konstytucjami. Był on kompendium wiedzy dla sercanów białych. W 1868 został przełożonym domu macierzystego w Picpus. Doprowadził tu do załagodzenia konfliktów i tarć wewnętrznych.
Podczas oblężenia Paryża przez Prusaków (1870-1871) pozostał w mieście. Nie opuścił go również w czasie terroru komuny paryskiej. Został aresztowany przez komunardów 12 kwietnia 1871 jako zakładnik. Wraz z pozostałymi męczennikami z Picpus został 22 maja 1871 przeniesiony z więzienia Mazas do więzienia La Roquette. W jednym ze swoich listów z odosobnienia napisał, że lepiej być zbyt gorliwym niż tchórzliwym. W czasie przemarszu duchowni byli atakowani i znieważani przez rozwścieczony tłum skandujący śmierć klechom. 26 maja 1871, w sytuacji zbliżania się armii wersalskiej do La Roquette zakładników przejął komunardzki pułkownik Émile Gois, który ustawił ich w szyku procesyjnym i zmusił do marszu w kierunku siedziby Gwardii Narodowej przy ulicy Haxo, gdzie zostali zaatakowani przez zanarchizowany tłum mężczyzn, kobiet i dzieci. Wściekłość zbiegowiska była na tyle duża, że eskorta straciła panowanie nad sytuacją. Księży bito i masakrowano, a w końcu ustawiono pod murem. Sformowano spontanicznie pluton egzekucyjny, któremu samozwańczo przewodziła dziewiętnastoletnia kobieta z numerem 174 na czapce. Spokojna i godna postawa kapłanów spowodowała jednak zawahanie się morderców, w związku z czym kobieta krzyknęła: Niech to się skończy. Banda tchórzy! Jeszcze nie zaczęliście!, po czym pierwsza oddała strzał. Kolejne salwy doprowadziły do zamordowania wszystkich zakładników, a jeszcze żywych dobijano bagnetami. Tłum wiwatował i oklaskiwał masakrę. Jeden z uczestników oświadczył: Strzelaliśmy do nich jak do królików. Dzień po zabójstwie obrabowane ciała wrzucono do fosy pełniącej rolę grobu masowego. Następnego dnia komuna upadła i wyzwolono jej więzienia.
Kilka dni później ciała przeniesiono na cmentarz Belleville. Zabezpieczono sznur, którymi związano zamordowanych księży. Władze nie zezwoliły na pochówek kapłanów na cmentarzu przy klasztorze Picpus, wobec czego 8 czerwca 1871 pochowano ich przy klasztorze w Issy-les-Moulineaux. 6 września 1872 szczątki przeniesiono do kaplicy Najświętszego Serca Jezusowego w Picpus. Na miejscu masakry wzniesiono kościół Matki Bożej Zakładników. W 1903 władze paryskie nakazały usunięcie ciał z Picpus, w związku z czym wróciły one do Issy-les-Moulineaux. 9 maja 1959, po wszczęciu procesu beatyfikacyjnego otwarto kryptę w obecności m.in. generała zakonu, Henry'ego Systermansa i dokonano rozpoznania zwłok. 10 maja 1959 przewieziono je do krypty kościoła św. Gabriela w Paryżu. 21 października 2010 umieszczono szczątki w grobowcu na cmentarzu Picpus, obok prochów założycieli zakonu.

## Beatyfikacja
27 kwietnia 1894 ojciec generał sercanów białych, Sylvain Bousquet polecił w swoim liście okólnym zebrać wszystkie dowody życia i męczeństwa kapłanów z Picpus. W 1896 połączono ich proces beatyfikacyjny z procesem księdza Henriego Planchata. Proces zbierania informacji odbywał się w Paryżu od 8 marca 1897 do 8 sierpnia 1900. Positio sformułowano w 1912, ale z uwagi na proces biskupa Georges'a Darboya i innych piętnastu ofiar komuny paryskiej, sprawę odkładano dwukrotnie, aż do 1957. W międzyczasie opracowano dwa studia historyczne – na zlecenie papieży Piusa XII i Pawła VI. W 1955 wydano dekret do prowadzenia procesu beatyfikacji bez kultu. W 2007 oddzielono sprawę Henriego Planchata, by w 2012 znów ją połączyć. Od 2013 do 2016 przeprowadzono procesy uzupełniające. 11 maja 2020 Komisja Teologiczna ds. Świętych na spotkaniu Relatio et Vota jednomyślnie orzekła, że męczennicy z Picpus zasługują na ten tytuł. 19 października 2021 stwierdzono, że zostali zabici za wierność Chrystusowi i Kościołowi. 22 kwietnia 2023 zostali beatyfikowani w paryskim kościele św. Suplicjusza.